# Горни Кръстец
Горни Кръ̀стец (на албански: Kërstec; на сръбски: Горњи Крстац или Gornji Krstac) е село, разположено в областта Гора, в община Драгаш (Шар), Косово.

## География
Селото е разположено на запад от общинския център Драгаш.

## История
Васил Кънчов отбелязва през 1900 година Горни Кърстец сред селата в Гора, населени от българи мохамедани, наричани торбеши. Броят на къщите в селото заедно с тези в Долни Кърстец е 100.
След Междусъюзническата война селото попада в Албания. Според Стефан Младенов в 1916 година Кръ̀стец е българско село със 120 къщи.